# Smissaert

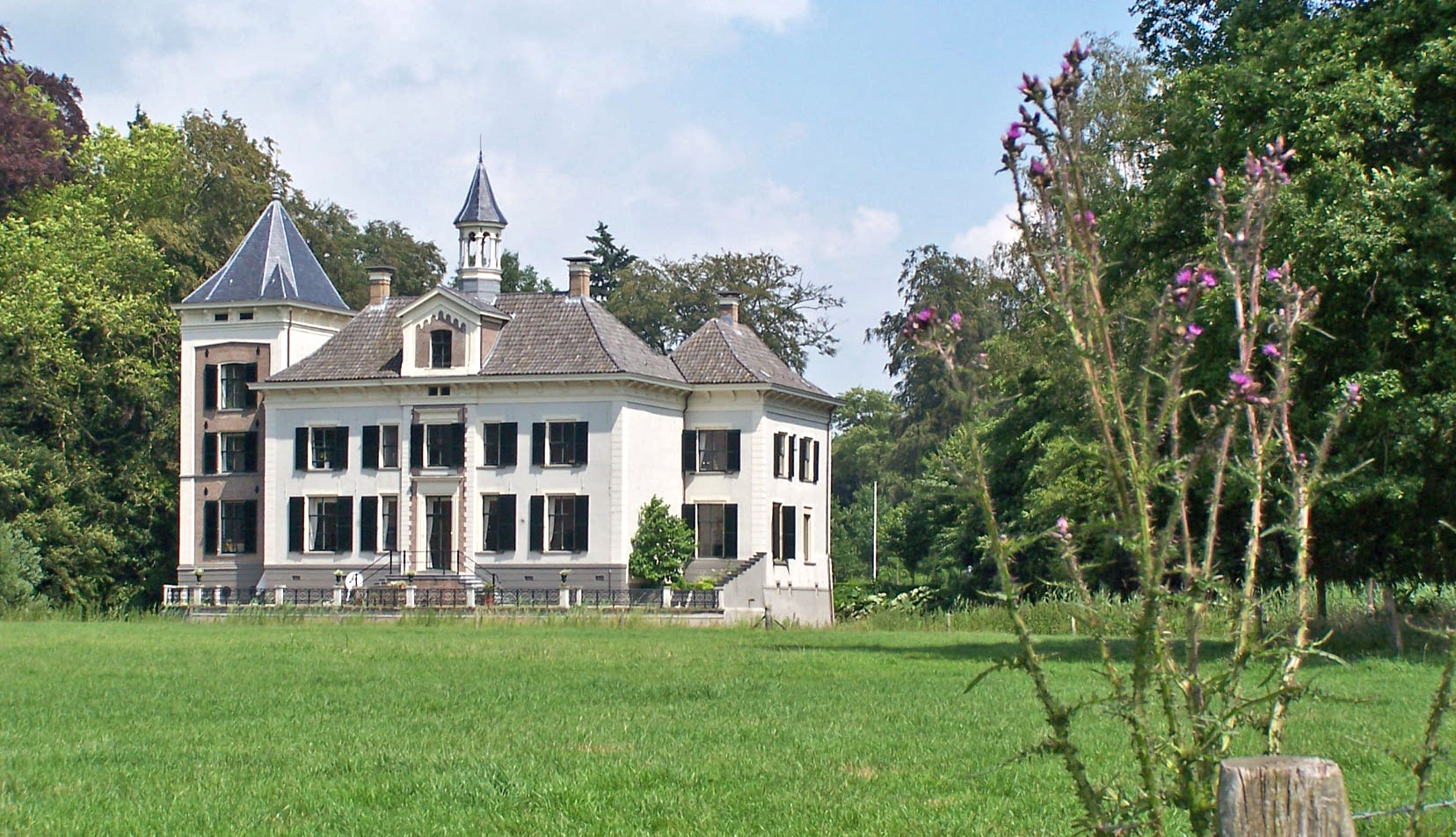
De Haere

Smissaert (ook: Smissaert van de Haere) is een uit Antwerpen afkomstig geslacht waarvan leden sinds 1821 tot de Nederlandse adel behoren.

## Geschiedenis
De stamreeks begint met Gilles Smissaert, die koopman in juwelen te Antwerpen was en bij de Spaanse furie in 1576 werd vermoord. Bij Koninklijk Besluit van 9 januari 1821 werd een nazaat verheven in de Nederlandse adel; verheffingen van andere leden van het geslacht zouden nog volgen tot 13 februari 1921.
De familie bewoonde enige decennia huis De Haere in Olst.

## Enkele telgen
- Jhr. mr. Hendrik Balthazar Smissaert (1850-1930), advocaat en letterkundige
- Jhr. Frans Alexander Evert Lodewijk Smissaert (1862-1944), kunstschilder
- Jhr. Pieter Adriaan Smissaert (1930-2020), kunstschilder
- Jhr. Alexander Constantijn Balthazar (Stijn) Smissaert (1959), beeldend kunstenaar